# Kälkäjävaara
Kälkäjävaara är en kulle i Finland.   Den ligger i den ekonomiska regionen  Rovaniemi ekonomiska region  och landskapet Lappland, i den norra delen av landet, 600 km norr om huvudstaden Helsingfors. Toppen på Kälkäjävaara är 171 meter över havet.
Terrängen runt Kälkäjävaara är huvudsakligen platt.  Trakten runt Kälkäjävaara är nära nog obefolkad, med mindre än två invånare per kvadratkilometer.